# Церковь объединения Кыргызстана
Церковь объединения Кыргызстана — религиозная организация, действовавшая на территории Кыргызстана как часть международного движения «Церкви объединения», основанной Мун Сон Мёном в 1954 году в Южной Корее. 

## Вероучение
Доктрина организации соответствовала учению международной «Церкви объединения», сочетающему элементы христианства и восточных религий с акцентом на мессианскую роль Мун Сон Мёна. Важное место занимала вера в влияние духов предков на жизнь потомков. Церковь объединения поддерживает веру в то, что духи умерших предков оказывают влияние на жизнь потомков через помощь, защиту или, наоборот, создание жизненных трудностей и появление болезней. На учение церкви повлияли так же положения учения Ким Бек Муна и сильный элемент мессианства, присутствующий в корейском священном тексте XV века «Чун Кам Нок» (англ. Chung Kam Nok), в котором утверждается, что Мессия придёт из Кореи.

## История
Деятельность «Церкви объединения» в Кыргызстане началась в 1990-х годах, параллельно с распространением организации в других странах СНГ. В этот период в стране активно начали действовать новые религиозные движения. Церковь регулярна проводила конференции по проблемам семьи в пользу защиты традиционного брака. К началу 2010-х годов структура привлекла внимание властей из-за связей с рядом государственных чиновников.

## Ликвидация
7 февраля 2012 года Генеральная прокуратура Кыргызстана инициировала запрет организации. Поводом стали обвинения в нарушении законодательства о религиозной деятельности и вовлечении высокопоставленных лиц в мероприятия церкви. 24 февраля 2012 года Свердловский районный суд Бишкека вынес решение о запрете организации. Верховный суд Кыргызстана подтвердил это решение в августе 2013 года. По словам директора Государственной комиссии по делам религий Кыргызстана Абдилатифа Жумабаева, это был первый случай запрета религиозной организации за 20 лет независимости страны.